# Софіївка (Кропивницький район)
Софі́ївка —  село в Україні, в Компаніївській селищній громаді Кропивницького району Кіровоградської області. Населення становить 354 особи. До 2020 орган місцевого самоврядування — Софіївська сільська рада.

## Населення
Згідно з переписом УРСР 1989 року чисельність наявного населення села становила 617 осіб, з яких 271 чоловік та 346 жінок.
За переписом населення України 2001 року в селі мешкало 546 осіб.

### Мова
Розподіл населення за рідною мовою за даними перепису 2001 року:
| Мова       | Відсоток |
| ---------- | -------- |
| українська | 93,98 %  |
| російська  | 2,55 %   |
| молдовська | 0,91 %   |
| білоруська | 0,36 %   |
| болгарська | 0,18 %   |
| інші       | 2,02 %   |